# Anthony John Black
Anthony John Black (* 23. November 1936) ist ein britischer Politikwissenschaftler und Hochschullehrer an der University of Dundee.

## Leben und Wirken
Anthony Black studierte Geschichte und Politikwissenschaft an der Universität Cambridge und promovierte dort 1967 zum PhD. Seither lehrt und forscht er an der schottischen University of Dundee, zunächst als wissenschaftlicher Assistent, Dozent und dann als Professor. Seine Professur umfasst das Gebiet der Geschichte der politischen Theorie von der Antike über das Mittelalter bis in die Gegenwart. Ein besonderes Forschungsgebiet Blacks ist neben dem politischen Denken im Spätmittelalter die islamische politische Theorie.
Insgesamt lehrte er 40 Jahre lang in Dundee. Von 1975 bis 1976 hatte er eine Gastprofessur an der American University in Washington, D.C. inne.

## Veröffentlichungen (Auswahl)
Monographien
- Monarchy and community. Political ideas in the later conciliar controversy, 1430–1450 (= Cambridge studies in medieval life and thougtht, Ser. 3, Bd. 2). Cambridge University Press, Cambridge 1970 (diese Veröffentlichung beruht auf der Dissertation an der Universität Cambridge).
- Council and commune. The conciliar movement and the fifteenth-century heritage. Burns Oates, London 1979.
- Guilds and civic society in European political thought from the twelfth century to the present. Methuen, London 1984, ISBN 0-416-73360-3 (Neuausgabe, 4. Aufl. u.d.T.: Guild & state. European political thought from the twelfth century to the present. Transaction Publishers, New Brunswick 2009, ISBN 0-7658-0978-8).
- State, community and human desire. A group-centred account of political values. Harvester Wheatsheaf, New York 1988, ISBN 0-7450-0698-1.
- Political thought in Europe 1250–1450. Cambridge University Press, Cambridge 1992, ISBN 0-521-38451-6.
- The history of Islamic political thought from the prophet to the present. Edinburgh University Press, Edinburgh 2001, ISBN 0-7486-1471-0 (2. Aufl. 2011, ISBN 978-0-7486-3987-8).
- (Hrsg.): Otto von Gierke / Community in historical perspective. A translation of selections from "Das deutsche Genossenschaftsrecht" (The German law of fellowship). Cambridge University Press, Cambridge 2002, ISBN 0-521-89323-2.
- Church, state and community. Historical and comparative perspectives. Ashgate Variorum, Aldershot 2003, ISBN 0-86078-904-7.
- The West and Islam. Religion and political thought in world history. Oxford University Press, Oxford 2008, ISBN 0-19-953320-2.
- A world history of ancient political thought. Oxford University Press, Oxford 2009, ISBN 0-19-928169-6.

Aufsätze
- The political ideas of conciliarism and papalism, 1430–1450. In: Journal in Ecclesiastical History, Bd. 20 (1969), S. 45–66.

- Der Einfluß der absoluten Monarchie auf Verständnis und praktische Handhabung der päpstlichen Autorität. In: Concilium, Bd. 8 (1972), H. 8–9, S. 532–537.
- Society and individual from the Middle Ages to Rousseau. In: History of political thought, Bd. 1 (1980), S. 145–166.
- The Individual and society. In: J. H. Burns (Hrsg.): The Cambridge history of medieval political thought c. 350–c.1450. Cambridge University Press, Cambridge 1988, S. 588–606, ISBN
- The juristic origins of social contract theory. In: History of political thought, Bd. 14 (1993), S. 57–76.

- Nation and community in the international order. In: Review of international studies, Bd. 19 (1993), H. 1, S. 81–89.

- Diplomacy, doctrine and the disintegration of an idea into politics. In: Johannes Helmrath (Hrsg.): Studien zum 15. Jahrhundert. Festschrift für Erich Meuthen. Bd. 1. Oldenbourg, München 1994, S. 77–85, ISBN 3-486-56078-6.
- The commune in political theory in the late middle ages. In: Peter Blickle (Hrsg.): Theorien kommunaler Ordnung in Europa. Oldenbourg, München 1996, S. 99–112, ISBN 3-486-56192-8.
- Concepts of civil society in pre-modern Europe. In: Sudipta Kaviraj (Hrsg.): Civil society. History and possibilities. Cambridge University Press, Cambridge 2002, S. 33–38, ISBN 978-81-7596-108-1.

- Subsidiarity in the Islamic world. An alternative model of socio-political order? In: Peter Blickle (Hrsg.): Subsidiarität als rechtliches und politisches Ordnungsprinzip in Kirche, Staat und Gesellschaft (= Rechtstheorie, Beiheft, Bd. 20). Duncker & Humblot, Berlin 2002, S. 73–84, ISBN 3-428-10634-2.
- Religion and politics in Islam. Fundamentalism in historical perspective. In: Manfred Walther (Hrsg.): Religion und Politik. Zur Theorie und Praxis des theologisch-politischen Komplexes. Nomos, Baden-Baden 2004, S. 371–385, ISBN 3-8329-0818-8.
- Patria in Islamdom and Christendom. What does the absence of patria in Islamic political thought tell us about its presence in the West? In: Robert von Friedeburg (Hrsg.): "Patria" und "Patrioten" vor dem Patriotismus. Pflichten, Rechte, Glauben und die Rekonfigurierung europäischer Gemeinwesen im 17. Jahrhundert (= Wolfenbütteler Arbeiten zur Barockforschung, Bd. 41). Harrassowitz, Wiesbaden 2005, S. 55–66, ISBN 3-447-05262-7.
- Religion and politics in Western and Islamic political thought. A clash of epistemologies? In: The political quarterly, Bd. 81 (2010), S. 116–122.
- Islam, Byzantium and the West? What light can comparisons throw on the legitimation of power in medieval Europe? In: Celia López Alcalde u. a. (Hrsg.): Legitimation of power in medieval thought. Brepols, Turnhout 2018, S. 41–58, ISBN 978-2-503-58018-0.
- Political thought. In: Adam Silverstein (Hrsg.): Oxford handbook of the Abrahamic religions. Oxford University Press, Oxford 2018, S. 390–404, ISBN 978-0-19-878301-5.